# Matt Crooks
Matt Crooks, né le 20 janvier 1994 à Leeds, est un footballeur anglais qui joue au poste de milieu de terrain à Hull City.

## Biographie

### Carrière en club
Il est issu de l'académie de Manchester United
Le 23 novembre 2011, il signe son premier contrat professionnel avec Huddersfield Town.
Le 23 juillet 2021, il rejoint Middlesbrough.